# Мангел, Эрнст
Эрнст Михаил Мангел (нем. Ernst Michael Mangel; 1800, Карлсбург, Австрия — 13 января 1887, Афины) — венгерский музыкант, композитор и филэллин, руководитель первого военного оркестра революционной Греции и Греческого королевства .

## Биография
Эрнст Мангел родился в 1800 году в тогда австрийском городе Карлсбург, ныне румынский город Алба-Юлия. Информации о его молодости и музыкальном образовании нет. В 1821 году началась Греческая революция и Мангел примкнул к движению филэллинизма. В 1823 году он отправился в Грецию, принять участие, на стороне восставших греков, в войне против осман. В 1824 году Мангел и его отец прибыли в город Месолонгион, где отец и сын вступили в создаваемое Байроном регулярное соединение. После смерти Байрона, Мангел последовал за французским филэллином полковником Фавье, Шарль Николя, которому было поручено воссоздать полк регулярной армии, потерявший своё значение и практически расформированный после Битвы при Пета.
С этого момента информацию о военной и музыкальной деятельности Мангела даёт участник войны, в дальнейшем историк Византиос, Христос. Византиос считает что Мангел был немцем из Вюртемберга, именует его Эрнст фон Мангел и пишет что Мангел прибыл в Грецию в 1822 году, а до этого служил в звании лейтенанта во французской армии. Византиос также утверждает что Мангел принял участие в осаде Навплиона и Битве при Дервенакии.
Приняв командование регулярным полком, Фавье организовал при нём военный оркестр, именуемый Музыкальная труппа (греч. «Μουσικός Θίασος»), руководство которым было поручено Мангелю. Под командованием Фавье, Мангел и его оркестр приняли участие в экспедициях в Афины 1825 года, на острова Эвбея и Хиос.
В 1828 году с прибытием правителя Греции Иоанна Каподистрии, Мангел с оркестром обосновался в Навплионе, бывшем тогда столицей Греции.
После освобождения Греции и с установлением монархии баварца Оттона, оркестр Мангеля первоначально оставался в Навплионе, а затем, по прибытии баварских военных оркестров, был переведен в близлежащий Аргос. В мае 1834 года Мангел ушёл в отставку. В этом же году Мангел женился на православной гречанке и перешёл в православие, приняв имя Михаил.
После создания в 1843 году Музыкального училища в Афинах, Мангел был снова призван в армию и возглавил его дирекцию. Одновременно Мангел писал военные марши на основе греческой народной музыки.
Впоследствии Мангел получил должность инспектора военных оркестров и ушёл в отставку в 1870 году в звании майора.

## Работы
Музыкальные рукописи трёх триумфальных маршей, посвящённых королю Оттону, хранятся в Государственной библиотеке Баварии в городе Мюнхене.